# The One (Album)
The One (englisch für ‚der Eine‘) ist das 23. Studioalbum des britischen Sängers Elton John. Es erschien ursprünglich am 23. Juni 1992 und wurde am 31. Mai 1998 mit zwei Bonussongs wiederveröffentlicht.

## Covergestaltung
Das Albumcover zeigt ein Schwarzweißfoto von Elton John (fotografiert von Patrick Demarchelier), der den Betrachter ansieht und die Hände ineinandergelegt hat. Ringsherum befindet sich ein dunkelblauer Rahmen mit goldenen Verzierungen. Über bzw. unter dem Foto stehen die goldenen Schriftzüge Elton John und The One. Die Gestaltung stammt von Gianni Versace.

## Produktion und Gastbeiträge
The One wurde von dem englischen Musikproduzenten Chris Thomas produziert, mit dem Elton John schon auf vorherigen Alben zusammenarbeitete. Das Album ist Elton Johns Wegbegleiter Vance Buck gewidmet.
Der einzige Gastauftritt des Albums stammt von dem britischen Rocksänger Eric Clapton, der auf dem Song Runaway Train zu hören ist.

## Titelliste
1. Simple Life – 6:25
2. The One – 5:52
3. Sweat It Out – 6:38
4. Runaway Train (feat. Eric Clapton) – 5:22
5. Whitewash County – 5:30
6. The North – 5:15
7. When a Woman Doesn’t Want You – 4:55
8. Emily – 4:58
9. On Dark Street – 4:42
10. Understanding Women – 5:03
11. The Last Song – 3:32

Bonussongs der Wiederveröffentlichung 1998
1. Suit of Wolves – 5:48
2. Fat Boys and Ugly Girls – 4:13

## Kommerzieller Erfolg

### Chartplatzierungen und Singles
The One stieg am 29. Juni 1992 auf Platz 5 in die deutschen Albumcharts ein und erreichte zwei Wochen später die Chartspitze, an der es sich zwei Wochen lang hielt. Insgesamt konnte sich das Album 33 Wochen in den Top 100 halten. Auch in Österreich und der Schweiz erreichte The One Rang 1.
Als Singles wurden die Lieder The One, Runaway Train, The Last Song und Simple Life ausgekoppelt.
| ChartsChartplatzierungen       | Höchstplatzierung | Wochen |
| ------------------------------ | ----------------- | ------ |
| Deutschland (GfK)              | 1 (33 Wo.)        | 33     |
| Österreich (Ö3)                | 1 (18 Wo.)        | 18     |
| Schweiz (IFPI)                 | 1 (23 Wo.)        | 23     |
| Vereinigte Staaten (Billboard) | 8 (53 Wo.)        | 53     |
| Vereinigtes Königreich (OCC)   | 2 (18 Wo.)        | 18     |

| ChartsJahrescharts (1992) | Platzierung |
| ------------------------- | ----------- |
| Deutschland (GfK)         | 33          |
| Österreich (Ö3)           | 9           |
| Schweiz (IFPI)            | 11          |

### Auszeichnungen für Musikverkäufe
Noch im Erscheinungsjahr erhielt The One in Deutschland für mehr als 250.000 verkaufte Einheiten eine Goldene Schallplatte. In den Vereinigten Staaten wurde es 1993 für über zwei Millionen Verkäufe mit Doppel-Platin ausgezeichnet. Insgesamt erhielt das Album Schallplattenauszeichnungen für mehr als 4,1 Millionen verkaufte Exemplare.
| Professionelle Bewertungen | Professionelle Bewertungen |
| -------------------------- | -------------------------- |
| Kritiken                   |                            |
| Quelle                     | Bewertung                  |
| allmusic                   | [ 14 ]                     |

| Land/Region                  | Auszeichnungen für Musikverkäufe (Land/Region, Auszeichnung, Verkäufe) | Verkäufe    |
| ---------------------------- | ---------------------------------------------------------------------- | ----------- |
| Argentinien (CAPIF)          | Platin                                                                 | 60.000      |
| Australien (ARIA)            | 2× Platin                                                              | 140.000     |
| Dänemark (IFPI)              | Platin                                                                 | 80.000      |
| Deutschland (BVMI)           | Gold                                                                   | 250.000     |
| Europa (IFPI)                | Platin                                                                 | (1.000.000) |
| Frankreich (SNEP)            | Platin                                                                 | 300.000     |
| Italien (FIMI)               | 2× Platin                                                              | 400.000     |
| Kanada (MC)                  | 3× Platin                                                              | 300.000     |
| Mexiko (AMPROFON)            | Gold                                                                   | 100.000     |
| Neuseeland (RMNZ)            | Platin                                                                 | 15.000      |
| Norwegen (IFPI)              | Platin                                                                 | 50.000      |
| Österreich (IFPI)            | Platin                                                                 | 50.000      |
| Schweiz (IFPI)               | 2× Platin                                                              | 100.000     |
| Spanien (Promusicae)         | Platin                                                                 | 100.000     |
| Vereinigte Staaten (RIAA)    | 2× Platin                                                              | 2.000.000   |
| Vereinigtes Königreich (BPI) | Gold                                                                   | 100.000     |
| Insgesamt                    | 3× Gold · 19× Platin ·                                                 | 4.045.000   |

Hauptartikel: Elton John/Auszeichnungen für Musikverkäufe